# 1615 год в России
Царствование: 1613—1645 — Михаила Фёдоровича

## События
В хронологическом порядке:
- 1609—1618 — Русско-польская война[1].
  - 1613—1617 — осада Смоленска[2].
- Начало года — по инициативе Одоевского Ивана Никитича Большого в Москву было отправлено посольство во главе с архимандритом Хутынского монастыря Киприаном. Их деятельность стала отправной точкой переговоров, приведших к заключению Столбовского мира 1617 года[3].
  - Начало года — в Москву прибывает новгородское посольство, которое получила царское прощение за их "невольные вина" (заключили в 1611 году союзный договор со шведами и на протяжении всего времени воевали с царскими войсками)[4].
  - 14 (24) февраля — в ходе тайной встречи в Аптекарской палате новгородские послы вновь подтвердили боярину Салтыкову Борису Михайловичу и думному дьяку Третьякову Петру Алексеевичу верность новгородского правительства во главе с Одоевский И.Н. Русскому государству[3].
- 1610—1617 — Русско—шведская война[5].
  - Март — начало глубокого многомесячного рейда внутрь России пана Лисовского, с малочисленным отрядом лисовчиков выдвинувшегося из Смоленска, прошедшего кольцом вокруг Москвы от Брянска и Орла до Костромы и Мурома и вернувшегося обратно в начале следующего года на Смоленщину[6].
  - Лето— осень — шведский король Густав II Адольф начал военный поход на новгородские и псковские земли[4].
  - Июль — взят Новгород Великий и неудачная осада Пскова шведами[7].
  - 30 августа (9 сентября) — Орловский бой. Д.М. Пожарскому удалось нанести поражение у г. Орёл отряду А.И. Лисовского и переманить на свою сторону англичан и ирландцев. Не имея достаточных сил бороться с правительственными войсками Лисовский ушёл к Кромам, а затем к Болхову[6].
  - Осень — А.И. Лисовский сжёг Перемышль, направился к Вязьме, совершил набег на Ржевский, Кашинский, Угличский, Ярославский, Суздальский и Муромский уезды, а затем через рязанские "береговые" и заокские города прорвался в Речь Посполитую. После столь удачного рейда, в Речи Посполитой уверились в успехе готовившегося похода королевича Владислава IV в Русское государство[6].
  - Декабрь — начало мирных переговоров со Швецией при посредничестве Англии и Голландии (Нидерланды), закончившиеся подписанием Столбовского мира в 1617 году[7].
  - Второй раз разорен польско-литовскими отрядами город-крепость Орёл (см. 1611 и 1636 года)[8].
- 8—9 мая — Михаил Фёдорович совершил богомольный поход в Николо-Угрешский монастырь[9].
- Август 1615—1616 — Еналеевское восстание[10].
- Сентябрь — начались переговоры с Речью Посполитой[7].
- Конец 1615—февраль 1616 — посольство бояр в составе Воронцова Ивана Михайловича и Сицкого Алексея Юрьевича вели переговоры с представителями Речи Посполитой под Смоленском[11].
- Февраль 1615—январь 1616 — Рейд Лисовского[12]:
  - 13 марта—май — лисовички подошли к Брянску, но город взять не смогли[12].
  - 19 июня — бой под Карачевым. Лисовский разгромил князя Шаховского Юрия Ивановича (см. Орловский бой)[12].
  - 23 августа — лисовички под Орлом атакованы, сам Лисовский ранен стрелою в руку[12].
  - 29 августа — захвачен Орёл, его деревянные строения сожжены[12].
  - 10 сентября — войско Лисовского подошло к Болхову, но город взять не смогли[12].
  - 11 сентября — лисовички сожгли оставленный Белёв[12].
  - 12 сентября — захвачен Перемышль[12].
  - Осень — захвачен Ржев, сожжён Торжок[12].
  - 2 декабря — лисовички захватили Данилову слободу[12].
  - Конец декабря — отрядом Лисовского Александра Иосифовича разграблен и частично сожжён Муром[13].
  - 25 декабря — воеводе Куракину Фёдору Семёновичу удалось настигнуть пана Лисовского в районе города Алексин и навязать ему сражение[12].
  - 29 декабря — Лисовский достиг Лихвина, но безуспешно попытался его второй раз взять, после чего был вынужден уйти в Мстиславль и на Смоленщину которую в то время контролировали поляки[12].

### События без точной даты:
- Избрание в Москве нового Земского собора[7].
- Самара осаждалась ногайцами[14].
- Открытие типографии в Киеве.
- Основание Югско-Дорофеевской пустыни, мужского монастыря (ныне Ярославская область).
- Отливка первой пушки с винтовой нарезкой ствола[7].
- Пожалованы боярством: Сулешев Юрий Енисеевич, Лобанов-Ростовский Афанасий Васильевич, Сицкой Алексей Юрьевич, Хованский Иван Андреевич[15].
- Местничество: Коробьин Семён Гаврилович и Измайлов Артемий Васильевич[16].

### Города и поселения
- В Карачеве сгорели все деревянные сооружения города, во время оккупации города (1614-1616) войсками Речи Посполитой[17].
- Впервые, при Задонском Рождество-Богородицком монастыре упоминается Тишевская слобода (сов. г. Задонск и см. 1610 год)[18].
- Вновь, на новом месте берегу Волги, отстроен Царицын (сов. Волгоград), после сожжения его в Смутное время[19].
- Впервые упоминается в Писцовой книге Медынского уезда деревня Кондрово (сов. г. Кондрово)[20].

## Руководители приказов
| Года      | Приказ             | Ф,И,О главы                | Примечания |
| --------- | ------------------ | -------------------------- | ---------- |
| 1613-1618 | Посольский приказ  | Третьяков Пётр Алексеевич  |            |
| 1613-1618 | Устюжская четверть | Третьяков Пётр Алексеевич  |            |
| 1615-1616 | Казанского дворца  | Третьяков Пётр Алексеевич  |            |
| 1615-1622 | Аптекарский приказ | Салтыков Михаил Михайлович | Кравчий    |

## Родились
- Барятинский, Иван Петрович (Борятинский; 1615 — 1 июля 1701, Переславль-Залесский) — князь, боярин, окольничий и воевода; ктитор Данилова монастыря в Переславле, выстроил каменные здания монастыря; постригся под именем старца Ефрема (1697).
- Май — Хитрово, Богдан Матвеевич, боярин, оружейничий и дворецкий, основатель Карсуна и Симбирска, владелец знаменитого Евангелия Хитрово, названного его именем[23].

## Умерли
- Ахамашуков-Черкасский, Пётр Иванович — служилый кабардинский князь, дворянин московский и воевода, погиб в бою с турками.
- Герасим (архиепископ Суздальский) (в миру — Григорий, † 20 февраля 1615, Москва) — епископ Русской церкви, архиепископ Суздальский и Тарусский (с 1613).
- Куракин, Андрей Петрович — боярин и воевода.